# Італія на літніх Олімпійських іграх 1900
Італія брала участь на літніх Олімпійських іграх 1900 і була представлена 24 спортсменами, у семи видах спорту. Країна зайняла восьме місце в загальнокомандному медальному заліку.

## Медалісти

### Золото
|   |                  |                                  |
| № | Спортсмени       | Вид спорту (дисципліна)          |
| 1 | Енріко Брузоні   | Велоспорт (гонка на очки)        |
| 2 | Джорджо Тріссіно | Кінний спорт (стрибки у висоту)  |
| 3 | Антоніо Конте    | Фехтування (шабля серед маєстро) |

### Срібло
|   |                  |                                  |
| № | Спортсмени       | Вид спорту (дисципліна)          |
| 1 | Джорджо Тріссіно | Кінний спорт (стрибки у довжину) |
| 2 | Італо Сантеллі   | Фехтування (шабля серед маєстро) |

## Результати змагань

### Велоспорт
| Змагання | Спортсменми      | Перший раунд | Перший раунд | Чвертьфінал | Чвертьфінал | Півфінал   | Півфінал   | Фінал      | Фінал      |
| Змагання | Спортсменми      | Результат    | Місце        | Результат   | Місце       | Результат  | Місце      | Результат  | Місце      |
| -------- | ---------------- | ------------ | ------------ | ----------- | ----------- | ---------- | ---------- | ---------- | ---------- |
| Спрінт   | Антоніо Рестеллі | 1:37.6       | 1            | 1:52.4      | 1           | невідомо   | 2          | не пройшов | не пройшов |
| Спрінт   | Енріко Брузоні   | невідомо     | 2            | невідомо    | 2           | не пройшов | не пройшов | не пройшов | не пройшов |
| Спрінт   | Джакомо Стратта  | невідомо     | 2            | невідомо    | 2           | не пройшов | не пройшов | не пройшов | не пройшов |
| Спрінт   | Луїджі Коломбо   | невідомо     | 4–7          | не пройшов  | не пройшов  | не пройшов | не пройшов | не пройшов | не пройшов |
| Спрінт   | Ромуло Бруні     | невідомо     | 4–8          | не пройшов  | не пройшов  | не пройшов | не пройшов | не пройшов | не пройшов |
| Спрінт   | Жак Друетті      | невідомо     | 4–8          | не пройшов  | не пройшов  | не пройшов | не пройшов | не пройшов | не пройшов |
| Спрінт   | Віанзіно         | невідомо     | 4–8          | не пройшов  | не пройшов  | не пройшов | не пройшов | не пройшов | не пройшов |

| Змагання      | Спортсмени      | 1 | 2 | 3 | 4 | 5 | 6 | 7 | 8 | 9 | 10 | Загалом | Місце |
| ------------- | --------------- | - | - | - | - | - | - | - | - | - | -- | ------- | ----- |
| Гонка на очки | Енріко Брузоні  | 0 | 3 | 3 | 0 | 3 | 0 | 0 | 3 | 0 | 9  | 21      | 1     |
| Гонка на очки | Луїджі Коломбо  | 0 | 0 | 0 | 0 | 0 | 0 | 0 | 0 | 1 | 0  | 1       | 12    |
| Гонка на очки | Джакомо Стратта | 0 | 0 | 0 | 2 | 0 | 0 | 0 | 0 | 0 | 0  | 2       | 9     |

### Кінний спорт
| Змагання          | Спортсмени                 | Результат | Місце |
| ----------------- | -------------------------- | --------- | ----- |
| Стрибки в висоту  | Джорджо Тріссіно           | 1.85      | 1     |
| Стрибки в висоту  | Джорджо Тріссіно           | 1.70      | 4     |
| Стрибки в висоту  | Джорджо Тріссіно           | невідомо  | 9–19  |
| Стрибки в довжину | Уберто Вісконті ді Модроне | невідомо  | 9–17  |
| Стрибки в довжину | Джорджо Тріссіно           | 6.10      | 2     |
| Хакс та хантер    | Ельвіра Ґуерра             | невідомо  | 5–51  |

### Легка атлетика
| Змагання   | Спортсмени      | Кваліфікація | Кваліфікація | Півфінал   | Півфінал   | Додатковий раунд | Додатковий раунд | Фінал      | Фінал      |
| Змагання   | Спортсмени      | Результат    | Місце        | Результат  | Місце      | Результат        | Місце            | Результат  | Місце      |
| ---------- | --------------- | ------------ | ------------ | ---------- | ---------- | ---------------- | ---------------- | ---------- | ---------- |
| 100 метрів | Умберто Коломбо | невідомо     | 3            | не пройшов | не пройшов | не пройшов       | не пройшов       | не пройшов | не пройшов |
| 400 метрів | Умберто Коломбо | невідомо     | 4-5          | не пройшов | не пройшов | не пройшов       | не пройшов       | не пройшов | не пройшов |
| 800 метрів | Еміліо Банфі    | невідомо     | 4-6          | не пройшов | не пройшов | не пройшов       | не пройшов       | не пройшов | не пройшов |

### Плавання
| Змагання                   | Спортсмени     | Півфінал  | Півфінал | Фінал      | Фінал      |
| Змагання                   | Спортсмени     | Результат | Місце    | Результат  | Місце      |
| -------------------------- | -------------- | --------- | -------- | ---------- | ---------- |
| 200 метрів вільним стилем  | Паоло Буссетті | 3:35,0    | 5        | не пройшов | не пройшов |
| 4000 метрів вільним стилем | Фабіо Магноні  | 1:25:16,6 | 1        | 1:18:25,4  | 6          |
| 200 метрів на спині        | Паоло Буссетті | 4:09,2    | 4        | 3:45,0     | 7          |

### Спортивна гімнастика
| Змагання               | Спортсмен         | Фінал     | Фінал |
| Змагання               | Спортсмен         | Результат | Місце |
| ---------------------- | ----------------- | --------- | ----- |
| Індивідуальна першість | Камілло Паванелло | 255       | 28    |

### Фехтування
| Змагання             | Спортсмени       | Перший раунд | Чвертьфінал | Додатковий раунт | Півфінал   | Півфінал   | Півфінал   | Фінал      | Фінал      | Фінал      | Втішний фінал |
| Змагання             | Спортсмени       | Місце        | Місце       | Місце            | Перемог    | Поразок    | Місце      | Перемог    | Поразок    | Місце      | Місце         |
| -------------------- | ---------------- | ------------ | ----------- | ---------------- | ---------- | ---------- | ---------- | ---------- | ---------- | ---------- | ------------- |
| Шпага                | Джузеппе Джурато | 1            | 4-6         |                  | не пройшов | не пройшов | не пройшов | не пройшов | не пройшов | не пройшов |               |
| Шпага                | Олів'є Колларіні | 3-6          | не пройшов  | не пройшов       | не пройшов | не пройшов | не пройшов | не пройшов | не пройшов | не пройшов |               |
| Шпага                | Джуніо Федрегіні | 3-7          | не пройшов  | не пройшов       | не пройшов | не пройшов | не пройшов | не пройшов | не пройшов | не пройшов |               |
| Рапіра               | Олів'є Колларіні | пройшов      | вибув       | вибув            | не пройшов | не пройшов | не пройшов | не пройшов | не пройшов | не пройшов | не пройшов    |
| Рапіра               | Джузеппе Джурато | вибув        | не пройшов  | не пройшов       | не пройшов | не пройшов | не пройшов | не пройшов | не пройшов | не пройшов | не пройшов    |
| Рапіра               | Паларді          | вибув        | не пройшов  | не пройшов       | не пройшов | не пройшов | не пройшов | не пройшов | не пройшов | не пройшов | не пройшов    |
| Рапіра               | Джуніо Федрегіні | вибув        | не пройшов  | не пройшов       | не пройшов | не пройшов | не пройшов | не пройшов | не пройшов | не пройшов | не пройшов    |
| Рапира серед маєстро | Антоніо Конте    | пройшов      | прошёл      |                  | 5          | 2          | 3          | 4          | 3          | 4          |               |
| Рапира серед маєстро | Італо Сантеллі   | пройшов      | пройшов     |                  | 4          | 3          | 4          | 0          | 7          | 7          |               |
| Шабля                | Джуніо Федрегіні | пройшов      |             |                  | невідомо   | невідомо   |            | не пройшов | не пройшов | не пройшов | не пройшов    |
| Шабля                | Стагліано        | пройшов      |             |                  | невідомо   | невідомо   |            | не пройшов | не пройшов | не пройшов | не пройшов    |
| Шабля серед маєстро  | Антоніо Конте    | пройшов      |             |                  | 6          | 1          | 1          | 7          | 0          | 1          |               |
| Шабля серед маєстро  | Італо Сантеллі   | пройшов      |             |                  | 6          | 1          | 1          | 6          | 1          | 2          |               |
| Шабля серед маєстро  | Ораціо Сантеллі  | пройшов      |             |                  | 3          | 4          | 8          | не пройшов | не пройшов |            |               |

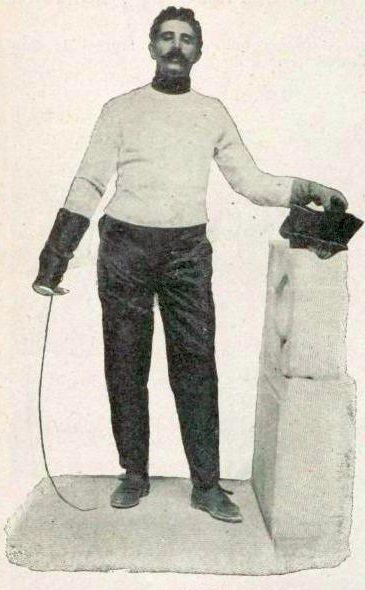
Антоніо Конте, олімпійський чемпіон на шаблях серед маєстро - Олімпійські ігри у Парижі 1900 року